# Sarai Gascón Moreno
Sarai Gascón Moreno (Terrassa, 16 de novembre de 1992) és una nedadora paralímpica catalana.
Sarai va néixer sense una part del braç esquerre. Als tres anys va començar a nedar i als nou va entrar en el Club Natació Terrassa. Amb 14 anys va participar per primera vegada en el Campionat del Món de Natació de Durban (Sud-àfrica), on va aconseguir la medalla d'or en la categoria dels 100 metres braça. Va participar en els Jocs Paralímpics de Pequín 2008, on va aconseguir la medalla de plata en la mateixa categoria. En els Jocs de Londres quatre anys després va aconseguir dues medalles, una de plata en els 100 metres papallona i una altra de bronze en els 100 metres lliure. En els Jocs celebrats a Rio de Janeiro de 2016 va aconseguir tres plates, en els 100 metres lliure, en els 200 metres estils i en els 100 metres papallona.
A més de la seva participació en els Jocs Paralímpics, el seu palmarès es completa amb nombroses medalles en mundials i europeus.